# Dictyocaulidae
Los dictiocáulidos (Dictyocaulidae) son una familia de nematodos estrongílidos filiformes de 0,5-3 a 8 cm. Suelen ser cosmopolita y habitan en zonas templadas y húmedas. Se identifican como nematodos grandes a los de una longitud de 3-8 cm (Dictyocaulus, Metrastrongylus) y los nematodos pequeños de 0,5-3 cm de longitud (Protostrongylidae y otros). Son el agente etiológico de las verminosis pulmonares.

## Morfología general
Suelen ser blancuzcos lechosos, en forma de "fideo" con extremos puntiagudos. Tienen una cavidad bucal pequeña con 6 papilas. Poseen un esófago claviforme. Los machos miden de 3 a 5 cm, poseen una bolsa copulatriz y espículas cortas y gruesas. Las hembra miden de 6 a 8 cm, son anfidelfas y su extremo posterior es romo.

## Ciclo de vida
Dictyocaulus tiene un ciclo biológico directo, todos los otros géneros tienen un ciclo biológico indirecto. El parásito tiene un simple pero interesante ciclo de vida, usa como dispersador facilitante un hongo.
El adulto de D. viviparus reside en el árbol bronquial de los animales (pulmones). Depositan los huevos en las vías respiratorias (bronquios). Los huevos son expectorados y deglutidos por el hospedador. Los huevos eclosionan en la etapa de larva 1 (L1) en el tracto gastrointestinal del rumiante. Estas larvas L1 son expulsadas por las heces. En las heces, las larvas maduran en dos estados y se vuelve infectivas como L3. Las heces del ganado son un gran lugar para el crecimiento del hongo Pilobolus. La larva L3 de D. viviparus invaden dentro de este hongo, y esperan para que la estructura fúngica, el esporangio, se desarrolle. Cuando el hongo esporula, la larva se dispersa cerca de 10 pies en la pastura.
El ganado que pasta ingiere entonces las larvas L3. Estas larvas pasan a través del sistema intestinal y penetran la pared intestinal. Utilizan el sistema linfático para alcanzar los nódulos linfáticos, donde maduran de nuevo en larvas de la etapa L4. Las larvas L4 utilizan la vía sanguínea y el sistema linfático para alcanzar los pulmones, donde convierten en adultos. Se termina el ciclo de vida del parásito.